# Operatie Product

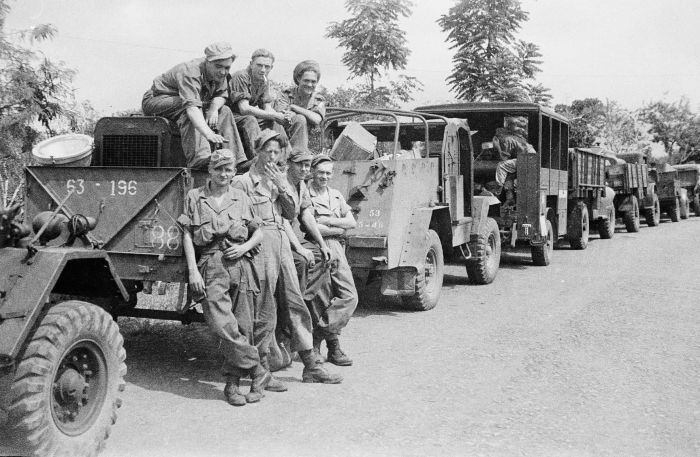
Une colonne militaire néerlandaise lors de lOperatie Product

Révolution indonésienne
L'operatie Product (opération Product en néerlandais) est la première des politionele acties menée par les Pays-Bas contre la république d'Indonésie lors de la révolution indonésienne. Elle fut entreprise par les Néerlandais parce que ceux-ci estimaient que les Indonésiens ne respectait pas l'accord de Linggarjati. À l'issue de l'opération, les Pays-Bas reprirent à Sumatra les plantations lucratives et le contrôle des installations pétrolières et houillères et à Java, de tous les ports en eaux profondes.